# Eileen Flynn
Pour les articles homonymes, voir Flynn.
Eileen Flynn (irlandais : Eileen Ní Fhloinn), est une femme politique irlandaise qui sert comme sénatrice du Seanad Éireann depuis juin 2020. Membres de la communauté nomade irlandaise des Travellers, elle a longtemps milité pour les droits des membres de sa communauté avant de devenir la première Travellers à servir dans l'Oireachtas.

## Biographie

### Jeunesse
Née et élevée à Labre Park avec sa sœur jumelle Sally, une aire de vie créée spécialement pour les Travellers située à Ballyfermot dans la banlieue de Dublin,. Elle grandit au milieu de neuf frères et sœurs et après le décès de sa mère lorsqu'elle avait dix ans, elle commence à avoir des difficultés à l'école mais sa sœur et elle deviendront finalement les premières membres de leur communauté de Labre Park à entrer à l'université. Elle obtient une bourse pour le Trinity College grâce à un programme qui vient en aide aux jeunes en difficultés avant d'entrer l'Université nationale d'Irlande à Maynooth.

### Carrière
À l'âge adulte, elle devient une militante active pour les droits des Travellers mais aussi pour les droits des femmes, contre la mise à l'écart des personnes issues des minorités et pour la mise en place d'une meilleure législation contre les crimes haineux.
En juin 2020, elle fait partie des personnes nommées par le Taoiseach Micheál Martin pour devenir sénatrice de l'Irlande. Elle est la seule personnalité politique indépendante nommée cette année-là. David Norris, le plus ancien sénateur irlandaise, considère sa nomination comme une grande avancée. En novembre, elle est élue présidente de la commission conjointe de l'Oireachtas sur les problématiques liées aux Travellers.

## Hommages
En 2020, elle est nommée parmi les 100 Women de la BBC.